# (1667) Pels
(1667) Pels ist ein Asteroid des Hauptgürtels, der am 16. September 1930 vom niederländischen Astronomen Hendrik van Gent in Johannesburg entdeckt wurde.
Der Asteroid ist nach G. Pels, einem Rechenassistenten an der Leidener Sternwarte, benannt.